# Tanyderus occidentalis
Tanyderus occidentalis är en tvåvingeart som först beskrevs av Alexander 1925.  Tanyderus occidentalis ingår i släktet Tanyderus och familjen Tanyderidae. Inga underarter finns listade i Catalogue of Life.